# Rubén Ramos
Rubén Ramos Antón (Saragoça, 1972) é um jornalista e escritor aragonês.

## Biografia
Licenciado em ciências sociais e da informação (branca de jornalismo) pela Universidade do País Basco, é membro da Associação Cultural Nogará-Religada desde 1993.
Aprendeu a língua aragonesa quando era criança, através de Sant Chorche, e posteriormente em Sobrarbe.
Escreveu vários artigos e obras sobre o aragonês em publicações como Siete de Aragón (onde foi coordenador em diferentes etapas), Diario de Bolsillo de Zaragoza, Trébede e por último em O Espiello (revista editada pela Associação Cultural Nogará-Religada). Também participou e coordenou o programa radiofónico O mirallo, na estação de rádio Radio Ebro, em Saragoça.
Junto com o historiador Carlos Serrano Lacarra, publicou em língua espanhola os livros: "El aragonesismo en la transición (I e II)" e contribuiu com o livro "La selección aragonesa de fútbol" de Rafael Rojas. Escreveu em aragonês os romances Bidas Crebazadas e En l'altro canto d'a güega, tendo vencido o Prémio Arnal Cavero nas edições de 2006 e 2008.

## Obras
- Lacarra, Carlos Serrano (2002). El aragonesismo en la transición: Alternativas aragonesistas y propuestas territoriales (1972-1978) (em espanhol). 1. Saragoça: Rolde de Estudios Aragoneses. ISBN 84-87333-64-8
- Lacarra, Carlos Serrano (2003). El aragonesismo en la transición: Regionalismo y nacionalismo en el Aragón preautonómico (1978-1983) (em espanhol). 2. Saragoça: Rolde de Estudios Aragoneses. ISBN 84-87333-67-2
- Rojas, Rafael. La Selección Aragonesa de fútbol (em espanhol). [S.l.]: Federação Aragonesa de Futebol. ISBN 84-95490-66-8
- Bidas Crebazadas. Col: Literaturas de Aragón. Serie en lengua aragonesa (em aragonês). [S.l.]: Governo de Aragão. Centro do Livro de Aragão. 2006. ISBN 84-87333-64-8
- En l'altro canto d'a güega